# Schlacht von Askalon
Nicäa – Doryläum – Antiochia – Jerusalem – Askalon
Die Schlacht von Askalon fand am 12. August 1099 statt und wird oft als eines der letzten Ereignisse des Ersten Kreuzzugs bezeichnet.

## Hintergrund
Die Kreuzfahrer hatten mit den Fatimiden Ägyptens bereits während ihres Zugs nach Jerusalem Verhandlungen geführt, aber kein zufriedenstellendes Ergebnis erzielt – die Fatimiden waren willens, Syrien aufzugeben, nicht aber Palästina, die Kreuzfahrer zielten auf Jerusalem und die Grabeskirche ab. Die Belagerung Jerusalems führte zur Eroberung der Stadt am 15. Juli 1099; unmittelbar darauf erfuhren die Kreuzfahrer, dass eine fatimidische Armee im Anmarsch war.
Die Kreuzfahrer handelten schnell. Gottfried von Bouillon wurde am 22. Juli zum Verteidiger des Heiligen Grabes ernannt, Arnulf von Chocques, der am 1. August Lateinischer Patriarch von Jerusalem geworden war, fand am 5. August Reste des Heiligen Kreuzes. Fatimidische Gesandte kamen in die Stadt und forderten die Kreuzfahrer auf, sich zurückzuziehen, wurden aber ignoriert. Am 10. August führte Gottfried die verbliebenen Kreuzfahrer aus Jerusalem heraus Richtung Askalon, einen Tagesmarsch entfernt, während Peter der Einsiedler sowohl die katholischen als auch die orthodoxen Geistlichen in Gebeten und einer Prozession vom Heiligen Grab zum Tempel führte. Robert II. von Flandern und Arnulf begleiteten Gottfried, während Raimund IV. von Toulouse und Robert von der Normandie zurückblieben – entweder wegen Streitigkeiten mit Gottfried, oder weil sie die Nachrichten über die ägyptische Armee abwarten wollten, die ihre eigenen Kundschafter bringen sollten. Als die ägyptische Anwesenheit sicher war, machten sie sich am Tag darauf ebenfalls auf den Weg. In der Nähe von Ramlah trafen sie auf Tankred und Gottfrieds Bruder Eustach, der früher im Monat zur Eroberung von Nablus ausgezogen war. An der Spitze der Armee trug Arnulf den Rest des Heiligen Kreuzes, während Raimund von Aguilers die Reste der Heiligen Lanze trug, die im Jahr zuvor in Antiochia entdeckt worden waren.

## Die Schlacht

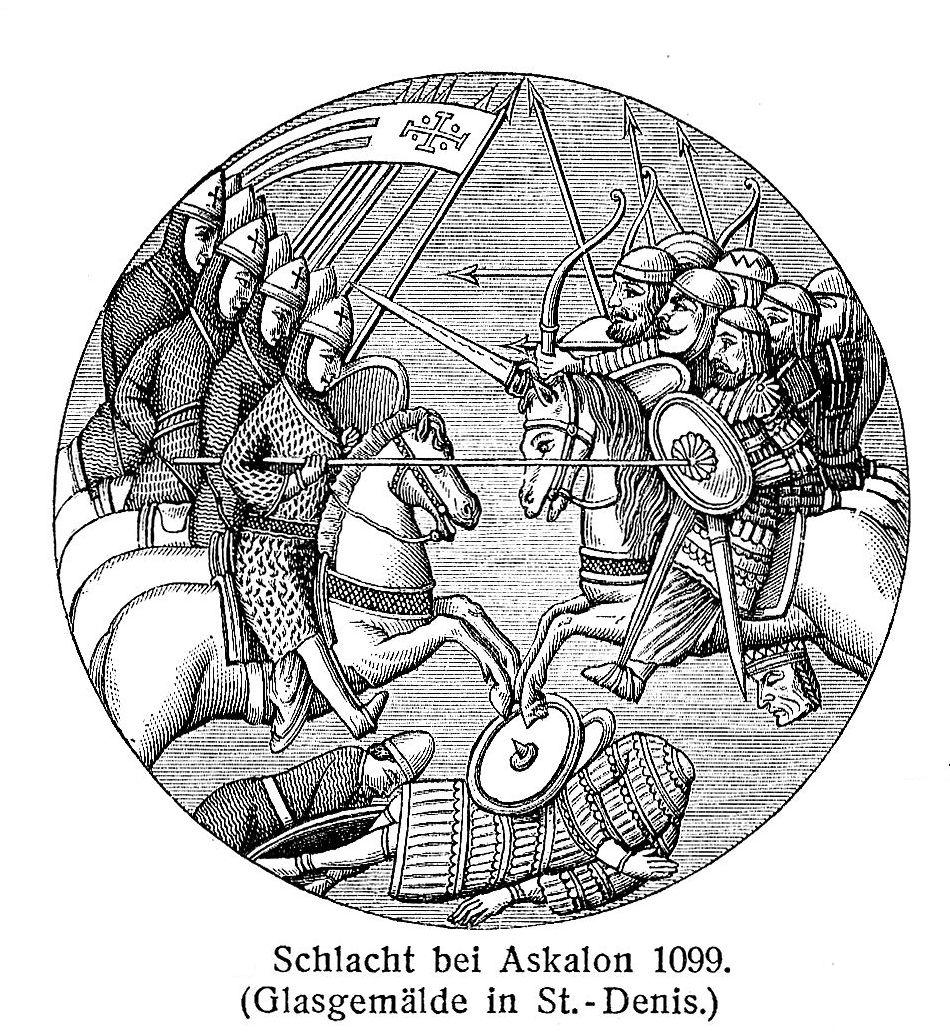
Schlacht bei Askalon 1099. Abbildung nach einem Glasgemälde in der Kathedrale von Saint-Denis. Die Ritter links, die Ägypter rechts.

Die Fatimiden wurden vom Wesir al-Afdal Schahanschah befehligt, der wohl etwa 20.000 Soldaten anführte (andere schätzen 30.000, die Gesta Francorum übertreibt mit 200.000, Ekkehard von Aura gar mit 500.000). Seine Armee bestand aus Seldschuken, Arabern, Persern, Armeniern, Kurden und Äthiopiern. Er beabsichtigte, die Kreuzfahrer in Jerusalem zu belagern, obwohl er keine Belagerungsmaschinen mitführte; er hatte aber eine Flotte zur Verfügung, die im Hafen von Askalon ankerte. Die genaue Zahl der Kreuzfahrer ist unbekannt, Raimund von Aguilers spricht von 1200 Rittern und 9000 Fußsoldaten. Die höchste Schätzung gibt 20.000 Männer an, aber das war zu diesem Zeitpunkt der Kreuzzüge sicher nicht möglich. Al-Afdal lagerte in der Ebene von al-Majdal in einem Tal außerhalb Askalons und bereitete sich auf den Weitermarsch und die Belagerung vor. Er erwartete jedenfalls nicht, dass die Kreuzfahrer bereit waren, ihn zu treffen. Am 11. August fanden die Kreuzfahrer Ochsen, Schafe, Kamele und Ziegen, die außerhalb der Stadt grasten, und als Nahrung für das fatimidische Lager gedacht waren. Gefangene, die Tankred bei einem Scharmützel bei Ramlah gemacht hatte, erklärten, die Tiere seien gedacht, die Kreuzfahrer zum Plündern zu animieren, um den Fatimiden den Angriff zu erleichtern. Die Kreuzfahrer nahmen die Tiere mit sich und reihten sie in ihre Armee ein, die dadurch wesentlich größer erschien, als sie wirklich war.
Am Morgen des 12. August wurden die Kreuzfahrer über den Standort des fatimidischen Feldlagers informiert. Sie teilten sich in neun Divisionen auf, Gottfried führte den linken Flügel, Raimund den rechten, Tankred, Eustach, Robert von der Normandie und Gaston IV. von Béarn das Zentrum; darüber hinaus war jede Gruppe in zwei kleinere Divisionen geteilt, und eine Abteilung Fußsoldaten marschierte vorneweg.
Den meisten Berichten zufolge (christlichen und muslimischen) wurden die Fatimiden unvorbereitet überrascht und die Schlacht war folglich kurz. Albert von Aachen hingegen stellt fest, die Fatimiden seien gut vorbereitet gewesen, und die Schlacht habe längere Zeit gedauert. Die beiden Hauptlinien bekämpften sich mit Pfeilen, bis sie nah genug für den Nahkampf mit Lanzen waren. Die Äthiopier griffen das Zentrum der Kreuzfahrer an, die fatimidische Vorhut konnte die Kreuzfahrer überflügeln und in den Rücken der Nachhut gelangen, bis Gottfried erschien, und sie rettete. Trotz ihrer numerischen Überlegenheit war al-Afdals Armee kaum so stark oder gefährlich wie die Seldschuken, die die Kreuzfahrer zuvor getroffen hatten. Die Schlacht scheint vorbei gewesen zu sein, bevor die fatimidische schwere Kavallerie bereit war einzugreifen. Al-Afdal und seine Truppen flohen panisch in die Sicherheit der schwer befestigten Stadt; Raimund jagte einige von ihnen ins Meer, andere kletterten auf Bäume und wurden mit Pfeilen getötet, wieder andere wurden beim Rückzug in die Stadt erschlagen. Al-Afdal ließ sein Lager und seinen Schatz zurück, die von Robert und Tankred erobert wurden. Die Verluste der Kreuzfahrer sind unbekannt, die der Ägypter werden in manchen Quellen mit 10–12.000 angegeben.

## Folgen
Die Kreuzfahrer verbrachten die Nacht in dem verlassenen Lager, bereiteten sich auf einen neuen Angriff vor, sahen dann aber am Morgen, dass die Fatimiden auf dem Rückzug nach Ägypten waren. Al-Afdal floh über das Meer. Die Kreuzfahrer nahmen so viel mit, wie sie konnten, verbrannten den Rest. Sie kehrten am 13. August nach Jerusalem zurück, wo nach langen Feiern Gottfried und Raimund Askalon jeweils für sich beanspruchten – mit dem Ergebnis, dass die Garnison sich weigerte, aufzugeben, als sie von dem Disput erfuhr. Nach der Schlacht kehrten die meisten Kreuzfahrer nach Europa zurück, da sie ihr Kreuzzugsgelübde als erfüllt ansahen. Am Ende des Jahres waren wohl nur noch ein paar Hundert Ritter in Jerusalem, die aber bald von neuen Kreuzfahrern verstärkt wurden, die durch den Erfolg des Ersten Kreuzzugs ermuntert worden waren.
Askalon blieb unter fatimidischer Herrschaft und wurde bald die Operationsbasis für Invasionen in das Königreich Jerusalem; viele Schlachten wurden in den folgenden Jahren geschlagen, bis die Stadt schließlich nach langer Belagerung 1153 von den Kreuzfahrern erobert wurde.